# آخرین هیپی ایستاده
آخرین هیپی ایستاده (۲۰۰۱) فیلم مستند ۴۵ دقیقه‌ای دربارهٔ شهر گوا در هند است که توسط فیلم‌ساز آلمانی‌، مارکوس رابین ساخته شده‌است. فیلم دوران هیپی دهه ۱۹۶۰ و دهه ۱۹۷۰ را با سال ۲۰۰۰ مقایسه می‌کند.

## نگارخانه

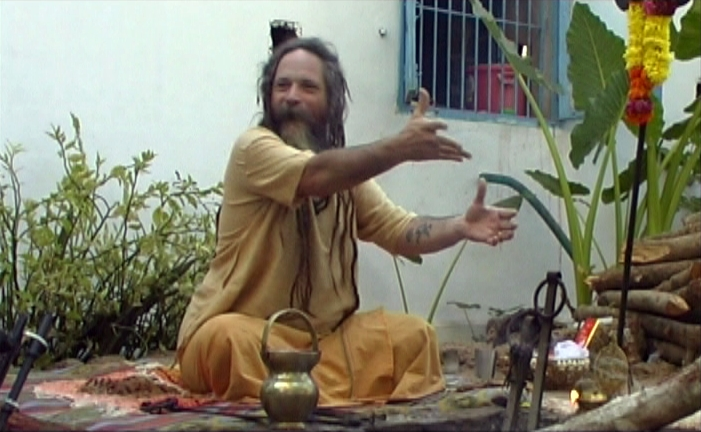
دی‌جی گوا گیل در آخرین هیپی ایستاده
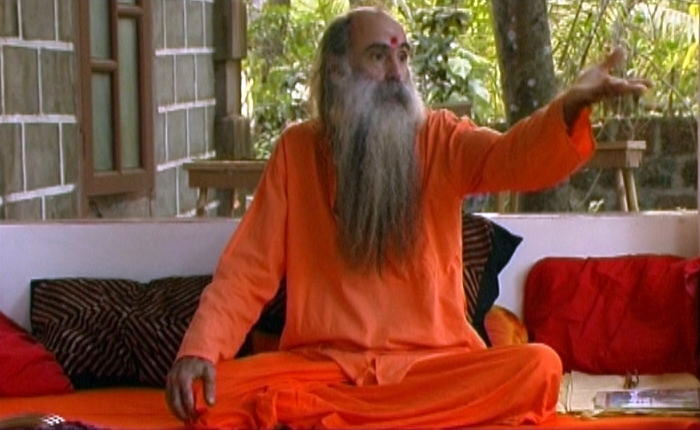
سوامی ویلیام در آخرین هیپی ایستاده